# 基督救世主主教座堂 (加里寧格勒)

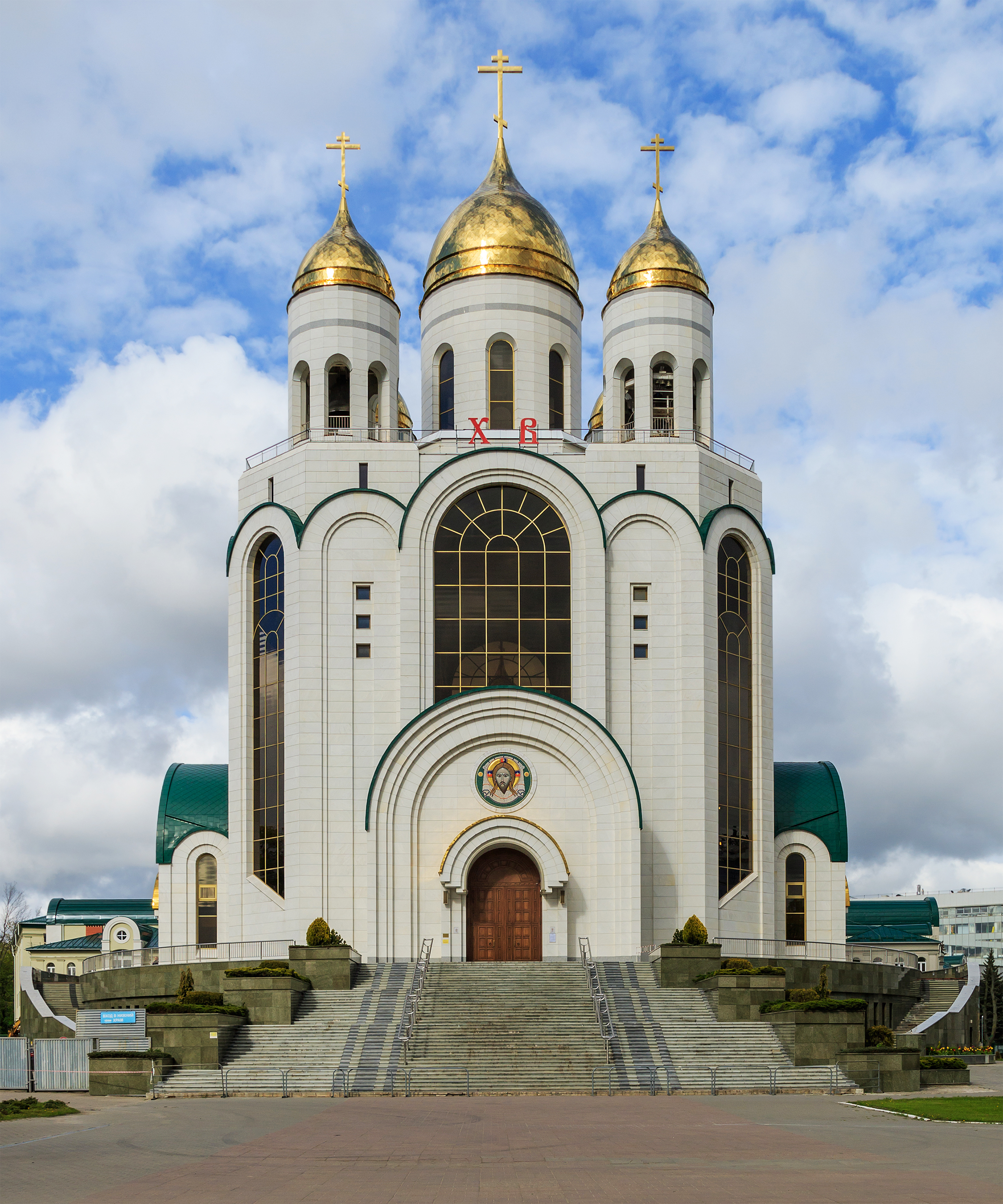
基督救世主主教座堂

基督救世主主教座堂（俄语：Храм Христа Спасителя）是俄羅斯城市加里寧格勒最大的教堂。這座教堂位於加里寧格勒市中心的勝利廣場，建築竣工於2006年9月10日。在竣工之前，附近曾有一座木質禮拜堂用於宗教活動。教堂高70米，奠基於1995年。
54°43′15″N 20°30′12″E / 54.72083°N 20.50333°E